# Sciades longicollis
Sciades longicollis là một loài bọ cánh cứng trong họ Cerambycidae.